# Berkeley (California)
Berkeley (pronunciato /ˈbɜːrkli/) è una cittadina degli Stati Uniti, situata in California, nella Bay Area, a 16 chilometri da San Francisco. È sede di una delle più importanti università del Paese fin dalla sua fondazione avvenuta nel 1868.
È situata in una conca ed è circondata da colline boscose, nelle quali si trova un acceleratore di particelle. La composizione etnica è simile a quella di San Francisco: prevale l'etnia asiatica (cinesi, indiani e giapponesi) e poi quella africana ed europea.

## Storia
Fu fondata nel 1868 prendendo il nome dal filosofo e teologo irlandese George Berkeley. Nel 1925 erano presenti nella cittadina la Boone University Academy, la Head Preparatory School for Girls, lo Snell Seminary for Girls, la St. Joseph Academy. Nel 1968 a Berkeley insegnavano nove premi Nobel e quell'anno Berkeley fu sede di uno dei più importanti movimenti culturali del mondo, contro il razzismo e la guerra.
La storia è raccontata nel film Fragole e sangue (The Strawberry Statement, 1970), in cui si narra l'occupazione dell'Università di Berkeley da parte degli studenti, che protestavano contro la destinazione di un campo da gioco, prima riservato ai neri, all'addestramento di militari da inviare nel Vietnam. Un interessante spaccato della vita giovanile nella Berkeley post-sessantottina è proposto da Michele Moramarco nel libro Diario californiano (1981). Altre informazioni al riguardo si possono trovare anche nel testo Gli studenti americani dopo Berkeley (Einaudi, 1969) a cura di Alessandro Cavalli e Alberto Martinelli.

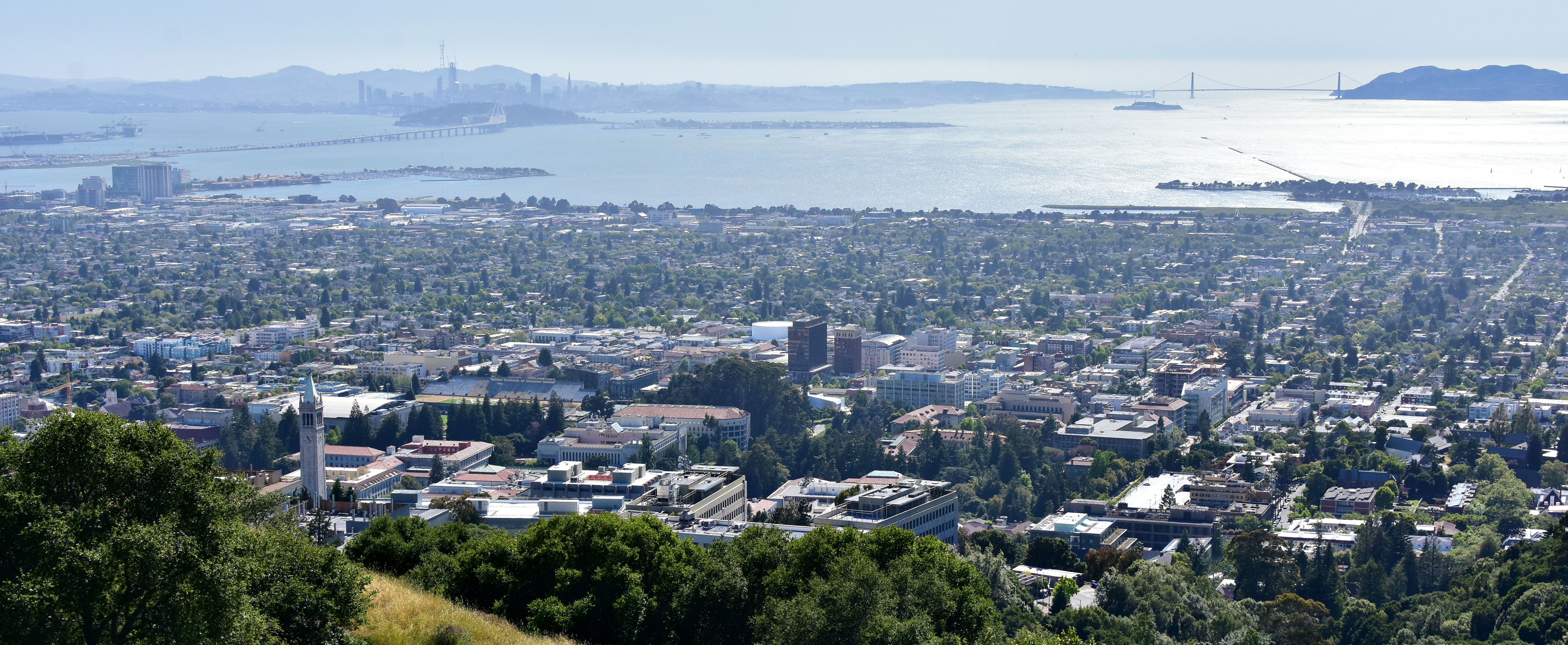
La città vista dalle Berkeley Hills. Il campus di Downtown e Cal è in primo piano e la baia di San Francisco si estende sullo sfondo.

## Politica
La politica della città è eminentemente liberal e di sinistra, al punto che viene spesso chiamata scherzosamente "the People's Republic of Berkeley" (Repubblica Popolare di Berkeley).

## Centri sociali universitari
Barrows Hall, Sproul Hall, Student Union, Zellerbach.

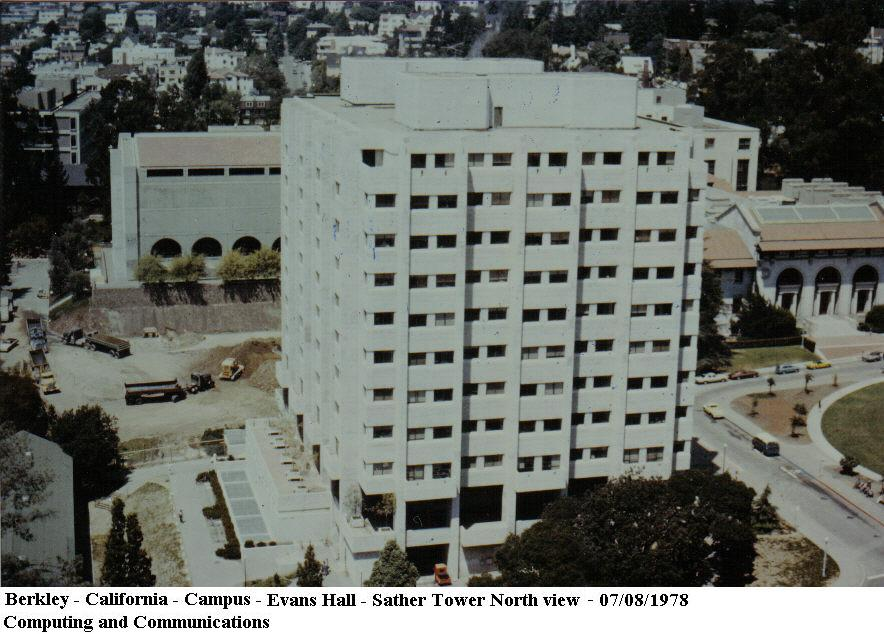
Vista del Palazzo del Computer, dalla Sather Tower verso Nord

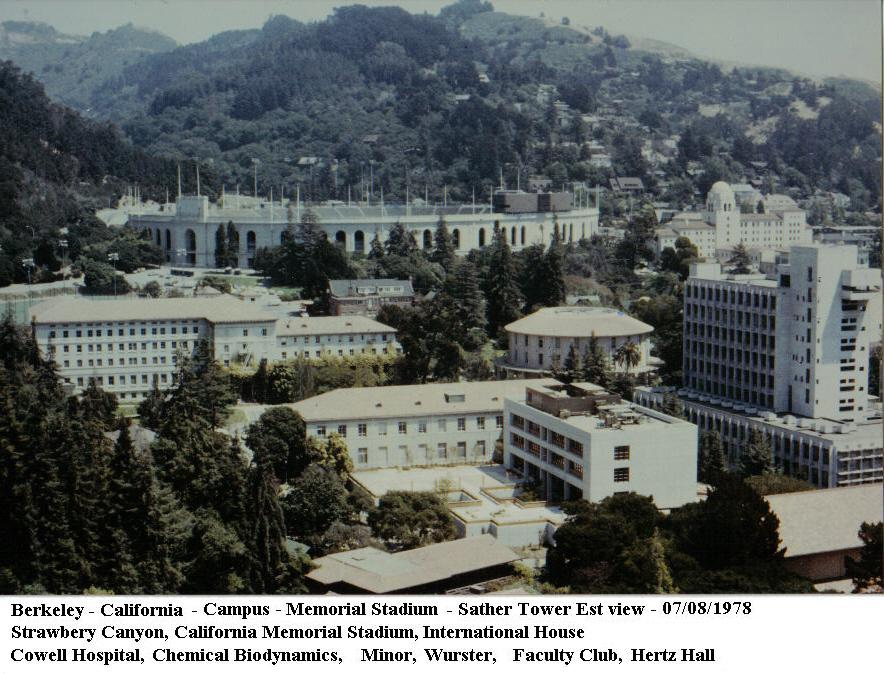
Vista dell'impianto sportivo e del Strawberry Canyon, dalla Sather Tower verso Est

Il complesso dei dormitori.

## Cultura

### Cinema
Vi è stato girato il film della Marvel Hulk.

### Musica
Berkeley tra gli anni ottanta e novanta è stata la sede di molti gruppi capostipiti della scena punk rock e skate punk, tra cui spiccano per fama:
- Rancid
- NOFX
- Green Day
- Samiam

## Sport

### Centri sportivi
- Memorial Stadium

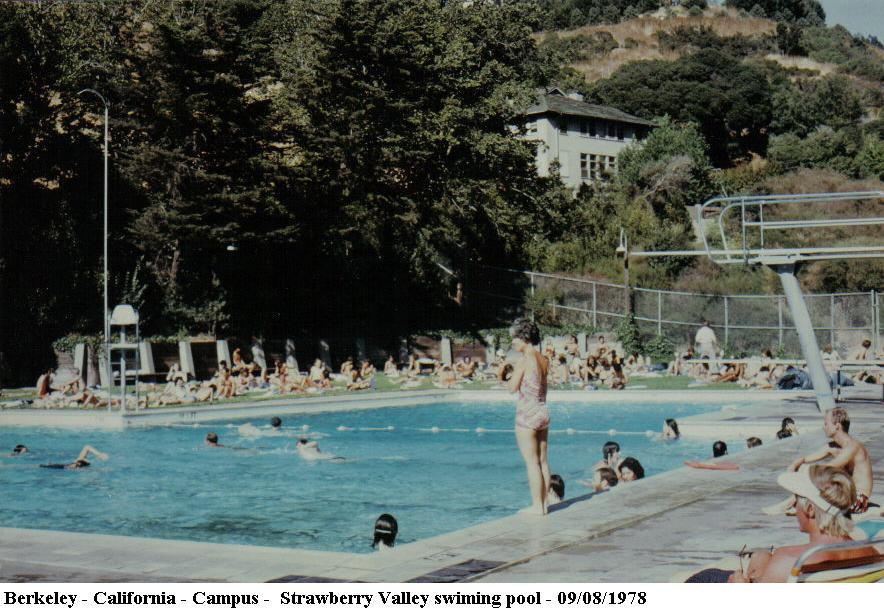
La piscina dello Strawberry Creek

- Piscina dell'università, nello Strawberry Canyon.